# Bonwapitse
Bonwapitse é uma vila localizada no Distrito Central em Botswana. Possuía, em 2011, uma população estimada de 635 habitantes.